# Türkiye Amerikan Futbolu Kurulu 2001
La Türkiye Amerikan Futbolu Kurulu 2001 è la 6ª edizione del torneo turco di football americano senza equipaggiamento.

## Squadre partecipanti
| Club                | Città     | Stadio | Sponsor ufficiale | Risultato nella stagione 2008-2001 |
| ------------------- | --------- | ------ | ----------------- | ---------------------------------- |
| Anadolu Rangers     | Eskişehir |        |                   |                                    |
| Ankara Cats         | Ankara    |        |                   |                                    |
| Başkent Knights     | Ankara    |        |                   |                                    |
| Bilkent Judges      | Ankara    |        |                   |                                    |
| Boğaziçi Sultans    | Istanbul  |        |                   |                                    |
| Ege Dolphins        | Smirne    |        |                   |                                    |
| Gazi Warriors       | Ankara    |        |                   |                                    |
| Hacettepe Red Deers | Ankara    |        |                   |                                    |
| ITÜ Hornets         | Istanbul  |        |                   |                                    |
| ODTÜ Falcons        | Ankara    |        |                   |                                    |

## Stagione regolare

### Calendario

#### 1ª giornata
| 2001 | ITÜ Hornets | 22 – 11 | Gazi Warriors |  |

| 2001 | Hacettepe Red Deers | 82 – 0 | Başkent Knights |  |

| 2001 | Bilkent Judges | 18 – 26 | Boğaziçi Sultans |  |

| 2001 | Anadolu Rangers | 14 – 20 | Ankara Cats |  |

#### 2ª giornata
| 2001 | ODTÜ Falcons | 0 – 31 | Hacettepe Red Deers |  |

| 2001 | Bilkent Judges | 44 – 12 | Başkent Knights |  |

| 2001 | Anadolu Rangers | 12 – 24 | ITÜ Hornets |  |

| 2001 | Gazi Warriors | 0 – 30 | Ege Dolphins |  |

#### 3ª giornata
| 2001 | Bilkent Judges | 15 – 50 | Hacettepe Red Deers |  |

| 2001 | Boğaziçi Sultans | 42 – 0 | ODTÜ Falcons |  |

| 2001 | Ege Dolphins | 20 – 0 | Anadolu Rangers |  |

| 2001 | ITÜ Hornets | 24 – 0 (a tavolino) | Ankara Cats |  |

#### 4ª giornata
| 2001 | ODTÜ Falcons | 20 – 6 | Bilkent Judges |  |

| 2001 | Boğaziçi Sultans | 24 – 0 (a tavolino) | Başkent Knights |  |

| 2001 | Ege Dolphins | 6 – 30 | ITÜ Hornets |  |

| 2001 | Ankara Cats | 40 – 28 | Gazi Warriors |  |

#### 5ª giornata
| 2001 | Başkent Knights | 6 – 39 | ODTÜ Falcons |  |

| 2001 | Hacettepe Red Deers | 45 – 22 | Boğaziçi Sultans |  |

| 2001 | Ankara Cats | 34 – 28 | Ege Dolphins |  |

| 2001 | Gazi Warriors | 24 – 0 (a tavolino) | Anadolu Rangers |  |

### Classifica
Le classifiche della regular season sono le seguenti:
- PCT = percentuale di vittorie, G = partite giocate, V = partite vinte,  P = partite perse, PF = punti fatti, PS = punti subiti

#### Gruppo A
| Pos. | Squadra             | PCT   | G | V | N | P | PF  | PS  |
| ---- | ------------------- | ----- | - | - | - | - | --- | --- |
| 1    | Hacettepe Red Deers | 1.000 | 4 | 4 | 0 | 0 | 208 | 37  |
| 2    | Boğaziçi Sultans    | .750  | 4 | 3 | 0 | 1 | 90  | 63  |
| 3    | ODTÜ Falcons        | .500  | 4 | 2 | 0 | 2 | 58  | 85  |
| 4    | Bilkent Judges      | .250  | 4 | 1 | 0 | 3 | 83  | 108 |
| 5    | Başkent Knights     | .000  | 4 | 0 | 0 | 4 | 18  | 189 |

#### Gruppo B
| Pos. | Squadra         | PCT   | G | V | N | P | PF  | PS |
| ---- | --------------- | ----- | - | - | - | - | --- | -- |
| 1    | ITÜ Hornets     | 1.000 | 4 | 4 | 0 | 0 | 208 | 28 |
| 2    | Ankara Cats     | .750  | 4 | 3 | 0 | 1 | 94  | 94 |
| 3    | Ege Dolphins    | .500  | 4 | 2 | 0 | 2 | 58  | 64 |
| 4    | Gazi Warriors   | .250  | 4 | 1 | 0 | 3 | 83  | 94 |
| 5    | Anadolu Rangers | .000  | 4 | 0 | 0 | 4 | 18  | 70 |

## Playoff

### Tabellone
|  | Semifinali | Semifinali          | Semifinali |             |    | Finale              | Finale | Finale |  |
|  |            |                     |            |             |    |                     |        |        |  |
|  | 1A         | Hacettepe Red Deers | 67         |             |    |                     |        |        |  |
|  | 1A         | Hacettepe Red Deers | 67         |             |    |                     |        |        |  |
|  | 2B         | Ankara Cats         | 8          |             |    |                     |        |        |  |
|  | 2B         | Ankara Cats         | 8          |             | 1A | Hacettepe Red Deers | 43     |        |  |
|  |            |                     |            |             | 1A | Hacettepe Red Deers | 43     |        |  |
|  |            |                     | 1B         | ITÜ Hornets | 14 |                     |        |        |  |
|  | 1B         | ITÜ Hornets         | 1B         | ITÜ Hornets | 14 | 20                  |        |        |  |
|  | 1B         | ITÜ Hornets         |            |             |    |                     |        |        |  |
|  | 2A         | Boğaziçi Sultans    | 6          |             |    |                     |        |        |  |

### Semifinali
| 2001 | Hacettepe Red Deers | 67 – 8 | Ankara Cats |  |

| 2001 | ITÜ Hornets | 20 – 6 | Boğaziçi Sultans |  |

### Finale
| 2001 | Hacettepe Red Deers | 36 – 30 | ITÜ Hornets |  |

## Verdetti
- Hacettepe Red Deers Campioni della TAFK 2001